# Clement Martyn Doke
Clement Martyn Doke (16 de mayo de 1893 en Bristol, Reino Unido - 24 de febrero de 1980 en East London, República Sudafricana) fue un lingüista sudafricano que trabajó sobre las lenguas africanas principalmente. Dándose cuenta de que las estructuras gramaticales de las lenguas africanas eran bastante diferentes de las estructuras de las lenguas europeas, fue uno de los primeros lingüistias africanos de su época en abandonar el punto de vista eurocéntrico de describir la lengua para adoptar uno más local. Escritor prolífico, publicó numeras gramáticas, varios diccionarios, trabajos comparativos y una historia de la lingüística bantú.
- Datos: Q1100276